# 橫宮七海
橫宮七海（日语：／ Yokomiya Nanami，2002年2月17日—2023年12月10日）是一位日本AV女優。Krone所属。

## 經歷
2021年4月10日出道的蘿莉系AV女優。
2022年2月，其VR色情作品『【VR】天井特化アングルVR ～何もない休日に彼女とヤリまくる～ 横宮七海』在2021年下半年作品排行榜中獲得第一名。
2023年10月与事务所解除合约，隐退。
2023年12月10日，其友人透過SNS宣布了她去世的消息。

## 外部連結
- 橫宮七海的X（前Twitter）
- ななみちゃん的X（前Twitter）
- 橫宮七海的Instagram帳戶
- 橫宮七海的TikTok